# 格雷斯維爾 (明尼蘇達州)
格雷斯維爾（英語：Graceville）是一個位於美國明尼蘇達州大石湖縣的城市。

## 人口
根據2020年美國人口普查的數據，格雷斯維爾的面積為1.50平方千米，當中陸地面積為1.50平方千米，而水域面積為0.00平方千米。當地共有人口529人，而人口密度為每平方千米353人。